# Рабинович Ісак Мойсейович (художник)
Ісак Мойсейович Рабино́вич (нар. 11 березня 1894, Київ — пом. 4 жовтня 1961, Москва) — російський та український радянський театральний художник, майстер сценічного костюма. Брат художниці Розалії Рабинович.

## Біографія
Народився 27 лютого [11 березня] 1894 року в місті Києві (тепер Україна). У 1906—1912 роках навчався в Київському художньому учидищі, у 1912—1913 роках — в художній студії Олександра Мурашка у Києві. Член київського художнього об'єднання «Кільце» з 1914 року.
Під час громадянської війни розписував у Києві агітпароплави та агітпоїзди, створював плакати і транспаранти. З 1920 року працював у театрах Москви. В 1955—1961 роках працював головним художником Театру імені Є. Вахтангова у Москві.
Помер в Москві 4 жовтня 1961 року.

## Творчість
У 1919 році створив декорації до  вистави «Фуенте овехуна» Лопе де Вега (режисер К. Марджанішвілі), а також спектаклів «Саломея» О. Уайльда,  «Хворий та й годі» Ж. Б. Мольєра в Київському театрі Української Радянської Республіки імені Леніна (Другому);  «Хазяйка готелю» К. Гольдоні (1914), «Фауст» Й. В. Гете (1920; обидві — в Харківському театрі М. Синельникова) та інші. 
У театрах Москви оформив вистави «Весілля» А. Чехова (1920), «Лісістрата» Арістофана (1923), «Гроза» О. Островського (1934), «Мрії Кіноли» О. Бальзака (1954).

## Відзнаки
- Заслужений діяч мистецтв РРФСР з 1936 року:
- Нагороджений орденом Трудового Червоного Прапора (2 червня 1937).